# جيسيكا بارث
جيسيكا بارث (بالإنجليزية: Jessica Barth)‏ (و. 1978  م) هي صحفية، وممثلة أفلام، وممثلة مسرحية، وممثلة تلفزيونية، وممثلة صوت أمريكية، ولدت في فيلادلفيا.

## التعليم
تعلمت في West Chester University ‏.

## وصلات خارجية
- جيسيكا بارث على موقع IMDb (الإنجليزية)
- جيسيكا بارث على موقع ألو سيني (الفرنسية)
- جيسيكا بارث على موقع أول موفي (الإنجليزية)
- جيسيكا بارث على موقع قاعدة بيانات الأفلام السويدية (السويدية)
- جيسيكا بارث على موقع قاعدة بيانات الفيلم (الإنجليزية)
- جيسيكا بارث على موقع كينوبويسك (الروسية)